# Aphthona herbigrada
Aphthona herbigrada — вид листоїдів з підродини Galerucinae. Поширений у Західної, Південній і південній частині Центральної Європи, а також в Алжирі. Дорослі жуки та їх личинки живляться листям рослини Helianthemum nummularium .